# アレックス・ソガード
アレクサンダー・ソガード（Alexander Sogard、1987年7月25日 - ）は、アメリカ合衆国・アリゾナ州フェニックス出身のプロ野球選手（投手）。左投左打。現在は、ボルチモア・オリオールズ傘下に所属している。
兄はMLB・タンパベイ・レイズに所属するエリック・ソガード。

## 経歴
2010年のMLBドラフトでヒューストン・アストロズに26巡目指名され、6月10日に契約。
2012年9月に、第3回WBCのチェコ代表に選出された。
2014年12月17日に解雇となる。
2015年5月22日に独立リーグアメリカン・アソシエーションのセントポール・セインツと契約。
2016年3月8日にアメリカン・アソシエーションのウィチタ・ウィングナッツと契約したが、24日にボルチモア・オリオールズとマイナー契約を結んだ。